# Тридесет пета изложба УЛУС-а (1963)
Тридесет пета изложба УЛУС-а (1963) је трајала од 1. до 30. маја 1963. године. Одржана је у галеријском простору Удружења ликовних уметника Србије односно у Уметничком павиљону "Цвијета Зузорић", у Београду.

## Каталог
Каталог и плакат је израдио Едуард Степанчић.

## Награде
На овој изложби су додељене следеће награде:
- Златна палета - Милан Кечић
- Златна игла - Богдан Кршић
- Златно длето - Милан Верговић

## Излагачи

### Сликарство
Радови изложени од 1. до 10. маја:
1. Добривоје Николић
2. Сава Николић
3. Мирјана Николић Пећинар
4. Бранко Омчикус
5. Лепосава Ст. Павловић
6. Споменка Павловић
7. Чедомир Павловић
8. Татјана Пајевић
9. Илија Пауновић
10. Стојан Пачоов
11. Јефто Перић
12. Павле Петрик
13. Јелена Петровић
14. Јелисавета Ч. Петровић
15. Љубомир Петровић
16. Миодраг Петровић
17. Слободан Петровић
18. Татјана Поздњаков
19. Гордана Поповић
20. Мирко Почуча
21. Божидар Продановић
22. Бранко Протић
23. Божидар Раднић
24. Иван Радовић
25. Милутин Ж. Радојичић
26. Ђуро Радоњић
27. Милан Радоњић
28. Љубомир Рајчевић
29. Сава Ракочевић
30. Радомир Рељић
31. Ратимир Руварац
32. Маријан Савиншек
33. Десанка Станић
34. Бранко Станковић
35. Милић Станковић
36. Вељко Станојевић
37. Боривоје Стевановић
38. Милица Стевановић
39. Едуард Степанчић
40. Мирко Стефановић
41. Владимир Стојановић
42. Живко Стојсављевић
43. Рафаило Талви
44. Татјана Тарновски
45. Олга Тиран
46. Војислав М. Тодорић
47. Владислав Тодоровић
48. Деса Томановић Пантелић
49. Дмитар Тривић
50. Стојан Трумић
51. Лепосава Туфегџић
52. Милорад Ћирић
53. Драган Ћирковић
54. Милан Ћирлић
55. Сабахадин Хоџић
56. Иван Цветко
57. Љубомир Цинцар-Јанковић
58. Славољуб Чворовић
59. Катица Чешљар
60. Оливера Чохаџић Радовановић
61. Божидар Џмерковић
62. Мила Џокић
63. Зуко Џумхур
64. Томислав Шебековић
65. Леонид Шејка
66. Александар Шиверт
67. Мирјана Шипош
68. Кемал Ширбеговић
69. Милена Шотра

Радови изложени од 21. до 30. маја:
1. Мирољуб Алексић
2. Крста Андрејевић
3. Радомир Антић
4. Милош Бабић
5. Боса Беложански
6. Маринко Бензон
7. Михаил Беренђија
8. Никола Бешевић
9. Емил Боб
10. Олга Богдановић Милуновић
11. Славољуб Богојевић
12. Војтех Братуша
13. Тивадар Вањек
14. Видоје Васић
15. Бранислав Вељковић
16. Милован Видак
17. Душко Вијатов
18. Момчило Вујисић
19. Димитрије Вујовић
20. Драга Вуковић
21. Живан Вулић
22. Слободан Гавриловић
23. Драго Галић
24. Милош Гвозденовић
25. Никола Гвозденовић
26. Никола Граовац
27. Александар Грбић
28. Винко Грдан
29. Бора Грујић
30. Мирко Даљев
31. Радомир Дамњановић
32. Мило Димитријевић
33. Милица Динић
34. Дана Докић
35. Амалија Ђаконовић
36. Заре Ђорђевић
37. Светислав Ђурић
38. Маша Живкова
39. Ксенија Илијевић
40. Мирјана Јанковић
41. Спасоје Јараковић
42. Александар Јеремић
43. Богдан Јовановић
44. Гордана Јовановић
45. Милош Јовановић
46. Вера Јосифовић
47. Богомил Карлаварис
48. Десанка Керечки
49. Божидар Ковачевић
50. Лиза Крижанић Марић
51. Чедомир Крстић
52. Слободанка Кузмић
53. Јован Кукић
54. Александар Кумрић
55. Мајда Курник
56. Драган Лубарда
57. Зоран Мандић
58. Милан Маринковић
59. Миомир Миленковић
60. Душан Миловановић
61. Крстомир Миловановић
62. Живорад Милошевић
63. Милан Миљковић
64. Бранко Миљуш
65. Витомир Митровић
66. Милун Митровић
67. Саша Мишић
68. Душан Мишковић
69. Миша Младеновић
70. Петар Младеновић
71. Светислав Младеновић
72. Марклен Мосијенко
73. Славко Врбица

### Вајарство - Графика
Радови изложени од 11. до 20. маја:
1. Градимир Алексић
2. Габор Алмаши
3. Борис Анастасијевић
4. Никола Антов
5. Милан Бесарабић
6. Коста Богдановић
7. Славољуб Богојевић
8. Радмила Будисављевић
9. Бранислав Вељковић
10. Милета Виторовић
11. Војислав Вујисић
12. Матија Вуковић
13. Венија Вучинић Турински
14. Душан Гаковић
15. Милија Глишић
16. Радмила Граовац
17. Миливој-Елим Грујић
18. Милорад Дамњановић
19. Сретен Даниловић
20. Стеван Дукић
21. Даринка Ђорђевић
22. Војислав Јакић
23. Милорад-Доца Јанковић
24. Мира Јуришић
25. Антон Краљић
26. Момчило Крковић
27. Стојан Лазић
28. Милан Лукић
29. Бранислав Макеш
30. Стефан Маневски
31. Мира Марковић Сандић
32. Милан Мартиновић
33. Вукосава Мијатовић
34. Периша Милић
35. Славољуб Миловановић
36. Бранко Миљуш
37. Живорад Михаиловић
38. Миодраг Нагорни
39. Милија Нешић
40. Мирослав Николић
41. Божидар Обрадовић
42. Вукица Обрадовић
43. Јерко Павишић
44. Радивоје Павловић
45. Димитрије Парамендић
46. Славка Петровић Средовић
47. Драган-Дада Попоски
48. Мирослав Протић
49. Павле Радовановић
50. Рајко Радовић
51. Сава Сандић
52. Милош Сарић
53. Татјана Стефановић Зарин
54. Радивој Суботички
55. Станислав Тасић
56. Халил Тиквеша
57. Милош Ћирић
58. Петар Убовић
59. Јосиф Хрдличка
60. Божидар Џмерковић